# Guerrilla Games
Guerrilla Games är en nederländsk datorspelsutvecklare som främst är känt för Killzone till PlayStation 2, Killzone: Liberation till Playstation Portable och Killzone 2 och Killzone 3 till PlayStation 3. Företaget ligger i Amsterdam och hade 350 anställda pr 2021.. 

## Utvecklade datorspel
| Speltitel              | Datum             | Spelformat                   |
| ---------------------- | ----------------- | ---------------------------- |
| Shellshock: Nam '67    | 14 september 2004 | Windows, Playstation 2, Xbox |
| Killzone               | 2 november 2004   | Playstation 2                |
| Killzone: Liberation   | 31 oktober 2006   | Playstation Portable         |
| Killzone 2             | 27 februari 2009  | Playstation 3                |
| Killzone 3             | 22 februari 2011  | Playstation 3                |
| Killzone: Shadow Fall  | 15 november 2013  | Playstation 4                |
| Horizon Zero Dawn      | 2017              | Playstation 4                |
| Horizon Forbidden West | 2022              | Playstation 4, Playstation 5 |